# WE WILL!!
- ラブライブ! > ラブライブ!スーパースター!! > Liella! > WE WILL!!

「WE WILL!!」（ウィー ウィル）は、Liella!の楽曲。同グループのシングルとして2022年8月3日にLantisから発売された。

## 背景
前作「ノンフィクション!!/Starlight Prologue」から約9か月ぶりとなるリリースで、Liella!が9人体制となってから初のシングルとなった。
3週連続リリースの第1弾としてテレビアニメ『ラブライブ!スーパースター!!』の第2期オープニングテーマである表題曲とカップリング曲、およびオフヴォーカルバージョンを収録している。
2023年5月27日に開催された「BUSHIROAD ROCK FESTIVAL 2023」では、『BanG Dream!』より、Morfonicaとのコラボで披露した。

## MV

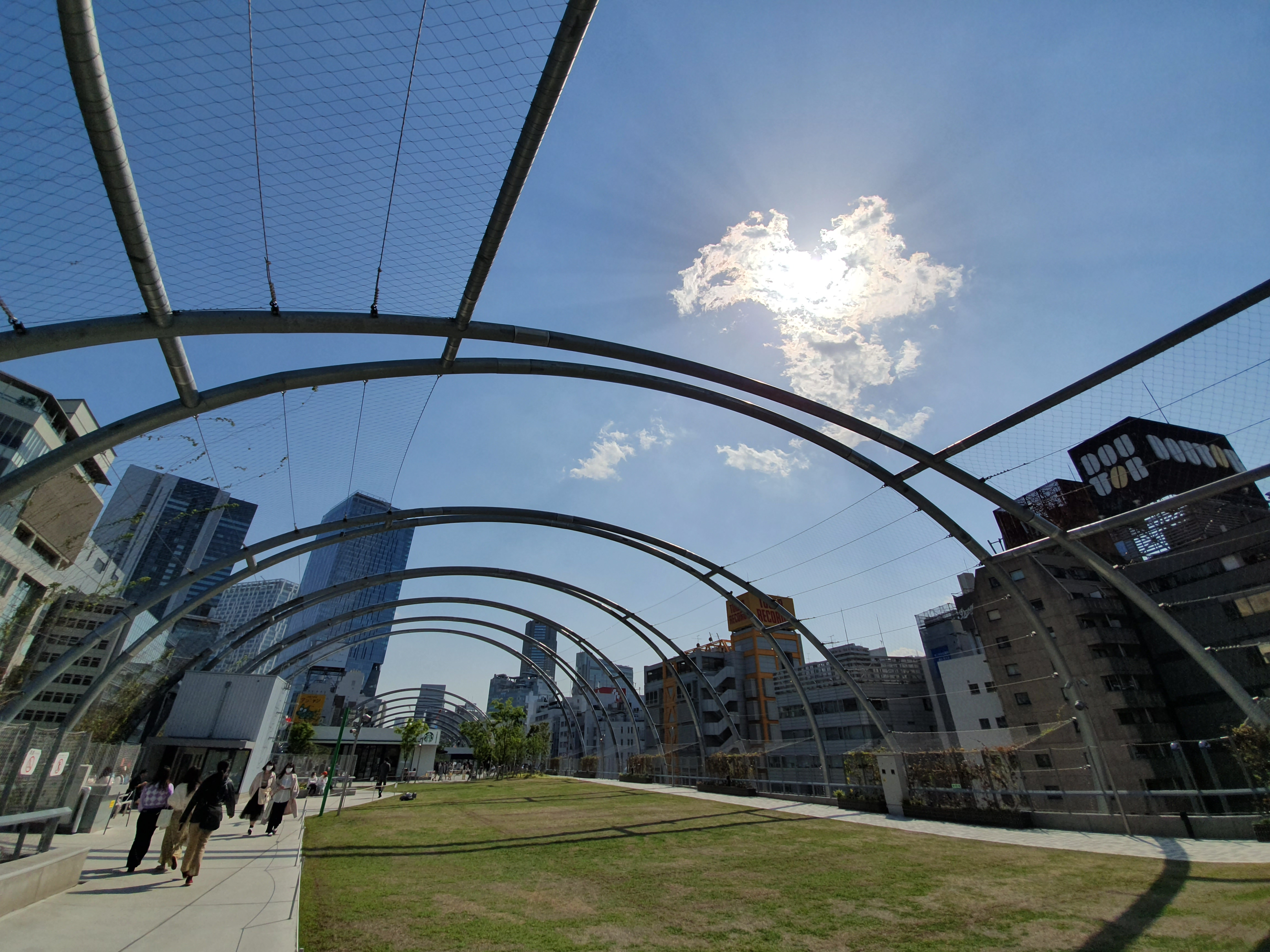
MVの舞台となった渋谷区立宮下公園

表題曲「WE WILL!!」のMVは、渋谷区立宮下公園が舞台になっている。

## リリース
2022年8月3日にLantisからリリースされ、初回生産分には、スーパースターシール（全10種）がランダムで1枚封入されるほか、発売記念イベントの会場参加抽選申込券と配信視聴のシリアルナンバーが封入されている。

## チャート成績
2022年8月15日付オリコン週間シングルランキングで4位にランクインした。
2022年8月10日付のBillboard Japan Hot Animationでは11位、Billboard Japan Hot 100では58位にそれぞれランクインした。

## 収録曲
| 全作詞: 宮嶋淳子。 |                           |           |            |          |      |
| #                  | タイトル                  | 作詞      | 作曲       | 編曲     | 時間 |
| 1.                 | 「WE WILL!!」             | 宮嶋淳子  | Motokiyo   | 山下洋介 | 3:36 |
| 2.                 | 「スター宣言」            | 宮嶋淳子  | 丸山真由子 | 家原正樹 | 3:42 |
| 3.                 | 「WE WILL!!」(Off Vocal)  | 宮嶋淳子  |            |          | 3:36 |
| 4.                 | 「スター宣言」(Off Vocal) | 宮嶋淳子  |            |          | 3:41 |
| 合計時間:          | 合計時間:                 | 合計時間: | 合計時間:  | 14:35    |      |

### ユニットメンバー
1. ↑  澁谷かのん（伊達さゆり）、唐可可（Liyuu）、嵐千砂都（岬なこ）、平安名すみれ（ペイトン尚未）、葉月恋（青山なぎさ）、桜小路きな子（鈴原希実）、米女メイ（薮島朱音）、若菜四季（大熊和奏）、鬼塚夏美（絵森彩）
2. ↑  倉田ましろ（進藤あまね）、桐ヶ谷透子（直田姫奈）、広町七深（西尾夕香）、二葉つくし（mika）、八潮瑠唯（Ayasa）